# Нижня Франконія
Ни́жня Франко́нія (нім. Unterfranken) — округ та адміністративний округ федеральної землі Баварія, Німеччина. Частина (разом з Верхньою і Середньою Франконією) історичної області Франконії. 
Нижня Франконія розташована у північно-західній частині Франконії і складається з трьох вільних міста (нім. Kreisfreie Städte) і дев'яти сільських округів (нім. Landkreise).
Значна частина Франконського виноробного регіону знаходиться саме на території Нижньої Франконії.

## Герб
На гербі зображено:
- герб Франконії у верхій частині.
- Rennfähnlein, нахилений стяг, розділений по діагоналі на чотири червоно-сріблястих поля у нижньому лівому квадранті, який асоціюється з Вюрцбургом.
- біле (сріблясте) колесо, символ архієпископства Майнцу, на червоному полі у нижньому правому квадранті.

## Райони за кількістю населення
| Місто або район     | Населення (2010) | Населення (2010) | Площа (км²) | Площа (км²) | Комуни | Комуни |
| ------------------- | ---------------- | ---------------- | ----------- | ----------- | ------ | ------ |
| місто Ашаффенбург   | 68,648           | 5.21%            | 62          | 0.7%        | 1      | 0.3%   |
| місто Швайнфурт     | 53,433           | 4.05%            | 36          | 0.4%        | 1      | 0.3%   |
| місто Вюрцбург      | 132,690          | 10.06%           | 88          | 1.0%        | 1      | 0.3%   |
| район Ашаффенбург   | 172,891          | 13.11%           | 699         | 8.2%        | 32     | 10.4%  |
| район Бад-Кіссінґен | 104,628          | 7.93%            | 1,137       | 13.3%       | 26     | 8.4%   |
| район Гасберґе      | 85,163           | 6.46%            | 956         | 11.2%       | 26     | 8.4%   |
| район Кітцінґен     | 88,607           | 6.72%            | 684         | 8.0%        | 31     | 10.1%  |
| район Майн-Шпессарт | 128,077          | 9.71%            | 1,322       | 15.5%       | 40     | 13.0%  |
| район Мільтенберг   | 128,665          | 9.76%            | 716         | 8.4%        | 32     | 10.4%  |
| район Рен-Ґрабфельд | 83,085           | 6.30%            | 1,022       | 12.0%       | 37     | 12.0%  |
| район Швайнфурт     | 113,167          | 8.58%            | 842         | 9.9%        | 29     | 9.4%   |
| район Вюрцбург      | 159,641          | 12.11%           | 968         | 11.3%       | 52     | 16.9%  |
| Усього              | 1,318,695        | 100.0%           | 8,531       | 100.0%      | 308    | 100.0% |

## Відомі люди
- Флоріан Гайєр
- Тільман Ріменшнайдер
- Бальтазар Нейман
- Фрідріх Рюккерт
- Вільгельм Конрад Рентген
- Леонгард Франк
- Дірк Новіцкі